# Aichen
Aichen är en kommun och ort i Landkreis Günzburg i Regierungsbezirk Schwaben i förbundslandet Bayern i Tyskland.
Kommunen ingår i kommunalförbundet Ziemetshausen tillsammans med köpingen Ziemetshausen.